# ال‌جی سری جی

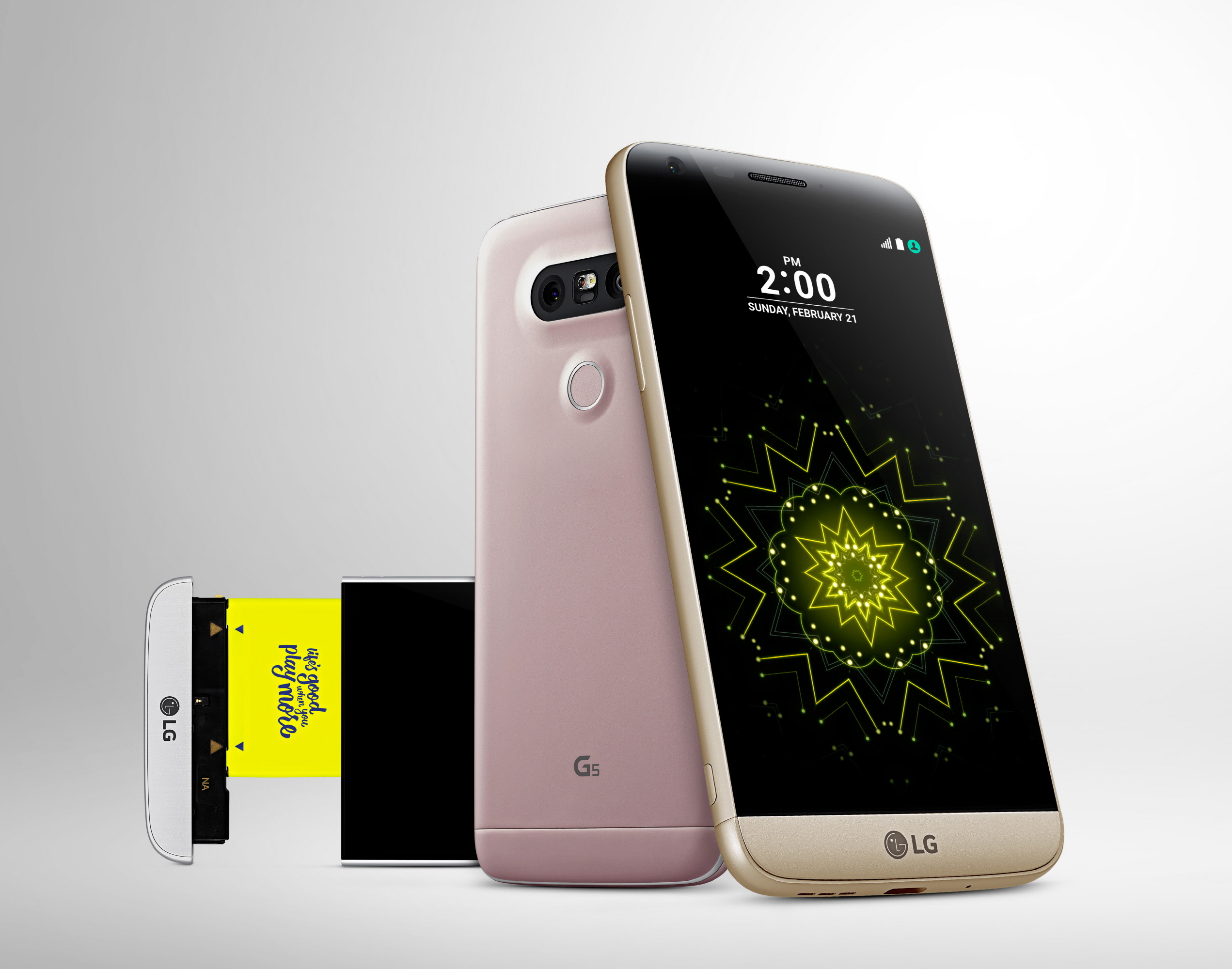
گوشی موبایل ال‌جی، مدل G5

ال‌جی سری جی (انگلیسی: LG G series) نام خط تولید دستگاه‌های پرچمدار  اندرویدی ساخته شده توسط ال‌جی الکترونیک است.
ال جی در تلفن های همراه سری جی بیشترین نو آوری های حوزه موبایل را انجام داد و بسیاری از دست آورد های نوین اولین بار توسط ال جی انجام شد.
برای مثال، اولین موبایل با درگاه تایپ سی و دوربین دوتایی در  جی 5  ، صفحه نمایش سه بعدی ، گوشی منحنی ، صفحه نمایش دوتایی و ...

## تلفن‌های هوشمند

### ۲۰۱۲
- ال‌جی اپتیموس جی

### ۲۰۱۳
- ال‌جی اپتیموس جی پرو
- ال‌جی جی۲
- ال‌جی جی پرو لایت
- ال‌جی جی فلکس
- ال‌جی جی۲ مینی

### ۲۰۱۴
- ال‌جی جی۳
- ال‌جی جی۳ استایلوس
- ال‌جی جی۳ اس
- ال‌جی جی۳ مینی
- ال‌جی جی پرو ۲
- ال‌جی جی‌ایکس
- ال‌جی جی ویستا

### ۲۰۱۵
- ال‌جی جی۴
- ال‌جی جی۴سی
- ال‌جی جی۴ استایلوس
- ال‌جی جی۴ بیت
- ال‌جی جی۴ ویگور
- ال‌جی جی فلکس ۲

### ۲۰۱۶
- ال‌جی جی۵
- ال‌جی جی۵ اس‌ئی
- ال‌جی استایلوس ۲
- ال‌جی استایلوس ۲ پلاس

### ۲۰۱۷
- ال‌جی جی۶[۱]
- ال‌جی جی۶ پلاس
- ال‌جی استایلوس ۳
- ال‌جی استایلو ۳ پلاس[۲][۳][۴]

### ۲۰۱۸
- ال‌جی جی۷ تین‌کیو[۵]
- ال‌جی جی۷ وان
- ال‌جی جی۷ فیت
- ال‌جی استایلوس ۴
- ال‌جی استایلو ۴ پلاس[۶][۷][۸]

### ۲۰۱۹
- ال‌جی جی۸ تین‌کیو[۹]
- ال‌جی جی۸اس تین‌کیو[۱۰]
- ال‌جی جی۸ایکس تین‌کیو

## تبلت‌ها
- ال‌جی جی پد ۷٫۰
- ال‌جی جی پد ۸٫۰
- ال‌جی جی پد ۸٫۳
- ال‌جی جی پد ۱۰٫۱

## ساعت‌ها
- ال‌جی جی واچ
- ال‌جی جی واچ آر